# Синдром Холт — Орама

Аутосомно-доминантный тип наследования синдрома Холт — Орама

Синдром Холт — Орама, синдром сердце-рука (англ. Holt-Oram syndrome, Heart and Hand syndrome) — наследственное генетическое заболевание, поражающее развитие верхних конечностей и сердца. Обусловлен дефектом гена TBX5. Частота встречаемости — 1:100 000, 60 % случаев семейные, мужчины и женщины одинаково подвержены синдрому.
Синдром назван в честь Мэри Холт и Самуэля Орама в 1960 году.

## Фенотипические признаки
У 50—95 % больных синдромом Холт — Орама имеются врождённые пороки сердца, мелкие аномалии и дефекты верхних конечностей.
Дефекты верхних конечностей
Дефекты верхних конечностей разнообразны, они могут включать в себя следующие аномалии:
- Синдром фокомелии;
- Отсутствие большого пальца;
- Длинный большой палец;
- Частичное или полное отсутствие костей в предплечье;
- Недоразвитую кость плеча и аномалии ключицы или лопаток;
- Дисплазия соединительной ткани .

Аномалии скелета могут быть у одной или двух верхних конечностей. Если обе верхние конечности дефективные, они могут быть как одинаковыми, так и разными с каждой стороны. Когда аномалии скелета не одинаковы с обеих сторон, левая сторона обычно поражается сильнее, чем правая.
Пороки сердца
Нередко пороки сердца существуют в изолированном виде, без комбинаций с друг другом. Чаще всего встречаются следующие пороки сердца:
- Дефект межпредсердной перегородки (44,4 %);
- Дефект межжелудочковой перегородки (29,4 %);
- Атриовентрикулярный канал;
- Тетрада Фалло;
- Синдром гипоплазии левых отделов сердца;
- Коарктация аорты.

Помимо пороков сердца, у 40 % больных имеются врождённые или приобретённые нарушения ритма сердца. У больных можно встретить синусовую брадикардию и блокаду правой ножки пучка Гиса.

## Патогенез
Синдром Холт Орама (синдром рука-сердце)- обусловлен дефектными мутациями в гене TBX5, имеющем важную роль у позвоночных в формировании и развитии сердца и верхних конечностей до рождения.
Более 70 мутаций в гене достаточно для вызова синдрома Холт — Орама. Немалая часть этих мутаций мешают производству белка TBox5, остальные же изменяют одну из аминокислот, используемая для производства белка. Данный белок регулирует экспрессию других генов, связываясь с определёнными участкам ДНК. Изменение аминокислот мешает работе гена и не даёт ему нормально связаться с ДНК.

## Диагностика
Синдром Холт — Орама может быть диагностирован по наличию следующих признаков:
- Аномалии костей рук;
- Врождённые пороки сердца;
- Семейная история заболевания синдромом Холт — Орама, предрасположенность к нему.

Аномалии костей могут быть незаметными и малозначительными — в таких случаях кости проверяют рентгеном. Если признаков недостаточно для диагностики, человек может пройти генетическое тестирование на мутации генов.

## Лечение
Врождённые пороки сердца лечат фармакологическим путём — например, используют антиаритмические препараты. При особо тяжелых пороках может потребоваться хирургическое вмешательство. Также при тяжелой сердечной блокаде может потребоваться имплантация электрокардиостимулятора.
Лечение тяжелых аномалий костей рук возможно лишь хирургическим способом — например, путём установки протезов. При мелких дефектах назначают специальную физиотерапию и трудотерапию.